# Jesteśmy ze stali
Jesteśmy ze stali – singiel zespołu Maanam wydany w 1986 roku. Był ostatnim wydanym przez zespół w latach 80 zaraz po zawieszeniu działalności. Na stronie B singla zamieszczono kompozycję „Ty – nie Ty”. „Jesteśmy ze stali” w późniejszych latach po reaktywacji Maanamu znalazł się na płytach The Singles Collection (1991), Rockandrolle (1997) i na Singlach, suplemencie boxu Simple story (2005), dodatkowo „Ty – nie Ty” został wydany na składance z serii Złota kolekcja: Raz-dwa, raz-dwa. 
Zdjęcie Kory z lewego profilu w okularach przeciwsłonecznych i kapeluszu, wykorzystane na okładce singla, zostało potem użyte ponownie jako okładka kolekcji singli zespołu pt. The Singles Collection.